# Don’t Panic (песня)
«Don’t Panic» (раннее название — «Panic») — песня британской рок-группы Coldplay. У самой ранней версии песни была другая мелодия. Она была сочинена квартетом в 1998 году и в том же году исполнялась вживую во время первого концерта группы. Эта версия была включена в третий мини-альбом квартета The Blue Room, выпущенный в 1999 году. Трек был спродюсирован самим коллективом и британским продюсером Кеном Нельсоном для дебютного альбома группы Parachutes, где композиция является первым произведением.
После успешного выпуска трёх синглов 2000 года Coldplay и их звукозаписывающий лейбл Parlophone сочли, что альбом достаточно популярен в Великобритании. Таким образом, решение о выпуске четвертого сингла было принято для регионов, которые не были передозированы хитами «Yellow» и «Trouble». Они предпочли выбрать «Don't Panic», которая в то время пользовалась успехом у публики. Пластинка была выпущена в некоторых европейских регионах. В Великобритании «Don't Panic» вышла как промозапись.
Критики восприняли песню в целом положительно. Она заняла пятнадцатое место в нидерландском чарте Dutch Top 40 Tipparade, и пятьдесят седьмое в австралийском хит-параде ARIA Charts. Британская ассоциация производителей фонограмм присудила синглу серебряный статус. Особенно композиция пришлась в России, где она является одной из самых известных песен коллектива. На музыкальном сервисе Яндекс Музыка, трек входит в пятёрку самых популярных песен Coldplay, а также является самым популярным произведением Parachutes, опередив мировые хиты «Yellow» и «Trouble».

## История создания
Композиция «Don't Panic» появилась, когда Coldplay была еще в зачаточном состоянии; ее написал и сочинил вокалист, клавишник и ритм-гитарист коллектива, Крис Мартин. За это время группа написала 10 песен, включая раннюю версию «Don't Panic», и использовала их при найме барабанщика группы. Первоначально она называлась «Panic» и была одной из шести песен, сыгранных на первом концерте квартета в 1998 году в Camden Laurel Tree. В демо-версии была альтернативная мелодия, а текст представлял собой отчет о «слегка катастрофическом вечере, который Крис провел с девушкой по имени Элис Хилл». В конце концов, название стало «Don't Panic».
Первая версия композиции, записанная в 1999 году, и отличалась от версии, представленной в Parachutes; Крис Мартин играл на пианино во время бриджа. Кроме того; эта версия имела фидбэк-дисторшн в начале и во время гитарного соло. Эта запись была включена в мини-альбом The Blue Room, выпущенный в октябре 1999 года.
Для дебютного альбома Coldplay Parachutes британский продюсер Кен Нельсон перепродюсировал «Don't Panic». Как и большинство песен для альбома, композиция была записана в живой дубль. Лид-гитарист квартета Джонни Бакленд дважды записал свои гитарные партии с наложением и использовал их во время сведения. Группа также использовала акустическую гитару, ударные и бас, а также орган. Бакленд также исполняет вокал для второго куплета песни. Композиция была записана в студиях Rockfield (Уэльс) и Parr Street (Ливерпуль).
«Don’t Panic» — первая песня альбома Parachutes, записанная в жанрах пост-брит-поп и софт-рок. Гитарная композиция начинается с риффов акустической гитары, за которыми следует вокал Криса Мартина. В обзоре утверждается, что в песне очевидна склонность Coldplay к инди-року.

## Выпуск

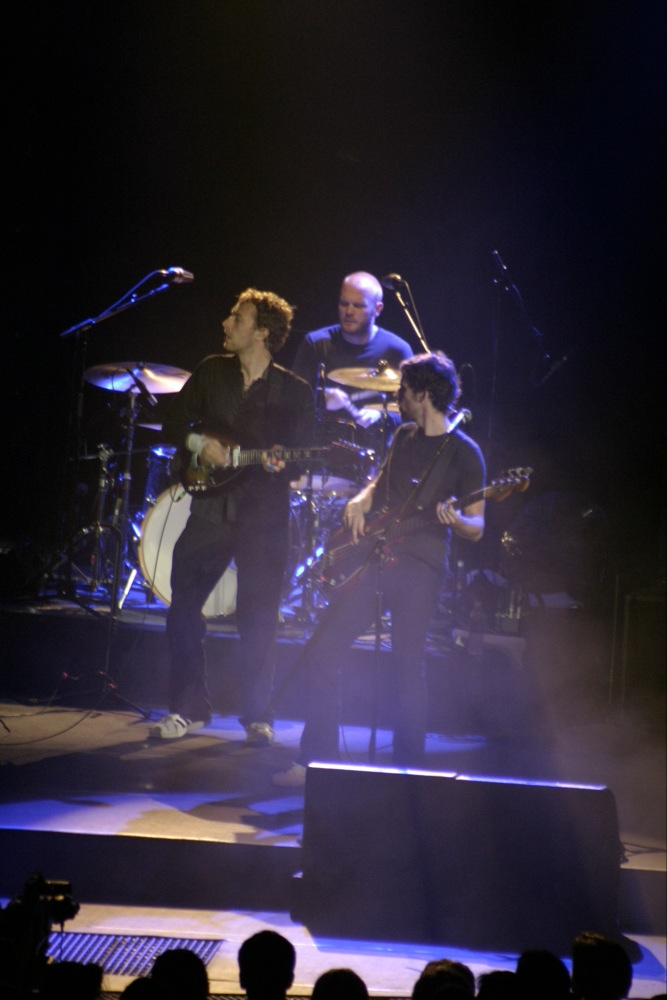
Coldplay исполняют «Don’t Panic» во время Twisted Logic Tour, 2005 год.

Изначально группа планировала выпустить «Don't Panic» как четвертый сингл Parachutes. Однако от этой идеи отказались после того, как музыканты посчитали, что для альбома достаточно трех синглов. После успешного выпуска предыдущих синглов альбома в 2000 году, группа решила, что альбом Parachutes получил достаточно известности на территории Великобритании. Они решили выпустить четвертый сингл только для стран, которые не были «передозированы» хитами «Yellow» и «Trouble». Coldplay и их звукозаписывающий лейбл Parlophone остановились на песне «Don't Panic», которая в то время пользовалась значительным успехом у публики.
По итогу сингл был выпущен 19 марта 2001 года в некоторых европейских странах. Помимо заглавной песни, там также были треки, которые были исполнены группой на концертах: «You Only Live Twice» (кавер на музыкальную тему фильмов о Джеймсе Бонде) и «Bigger Stronger» — песня, взятая из первого мини-альбома группы. Треки были записаны во время их выступления в Rockefeller Music Hall в Норвегии.

## Использование в медиа-пространстве
Как и в случае с другими своими песнями, Coldplay отказались принимать предложения использовать «Don't Panic» в рекламных целях. В 2004 году группа отклонила многомиллионное предложение от Diet Coke и Gap на использование данной композиции и «Trouble», третьего сингла с Parachutes. Музыканты попросили менеджера Фила Харви не направлять им подобные предложения, потому что «обсуждение может привести к компромиссу», чего группа категорически боялась.
Несмотря на это, песня фигурировала как саундтрек в нескольких фильмах и телесериалах. В 2002 году песня была показана в комедийно-драматическом фильме «Игби идет вниз», а позже появилась в альбоме саундтреков к фильму, выпущенном 25 февраля 2003 года на лейбле Spun Records. В том же году композиция также была представлена на концертном альбоме Coldplay Live 2003. В 2004 году она прозвучала в романтической комедии «Государство садов» ; Режиссёр Зак Брафф лично отобрал песни, в том числе "Don't Panic", для сборника фильмов "Garden State: Music From The Motion Picture", удостоенного премии "Грэмми". Песня также была представлена в дебютном эпизоде телесериала FX Rescue Me, а также в пилотном эпизоде недолговечного шоу Odyssey 5 . Кроме того, песня была показана в девятом эпизоде первой серии британского сериала Sugar. Rush в 2005 году. 19 июля 2011 года песня была сыграна как тревожный звонок пилоту космического корабля STS-135 Atlantis Дугу Херли как дань уважения его жене и семье, что стало последним тревожным звонком для посещающей экипаж. Международная космическая станция из флота космических челноков. Он также упоминался в фильме 2016 года «Пятая волна» как колыбельная для младшего брата главного героя. В феврале 2016 года кавер на песню Clairity был использован в трейлере фильма 2016 года «Люди Икс: Апокалипсис», а также в телевизионном ролике фильма о Суперкубке 50. Этот же кавер был использован в финале седьмого сезона сериала Сериал CW «Дневники вампира» («Боги и монстры»).

## Список композиций
| №  | Название                                       | Длительность |
| -- | ---------------------------------------------- | ------------ |
| 1. | «Don’t Panic»                                  | 2:20         |
| 2. | «You Only Live Twice» (Live-версия в Норвегии) | 4:06         |
| 3. | «Bigger Stronger» (Live-версия в Норвегии)     | 4:55         |

| №  | Название                    | Длительность |
| -- | --------------------------- | ------------ |
| 1. | «Don't Panic»               | 2:20         |
| 2. | «Trouble» (концерт в Дании) | 4:36         |
| 3. | «Shiver» (концерт в Дании)  | 5:25         |
| 4. | «Sparks» (концерт в Дании)  | 4:05         |

| №  | Название                              | Длительность |
| -- | ------------------------------------- | ------------ |
| 1. | «Don't Panic»                         | 2:20         |
| 2. | «Spies» (концерт в Низинах)           | 6:12         |
| 3. | «Bigger Stronger» (концерт в Низинах) | 4:51         |
| 4. | «Yellow» (концерт в Низинах)          | 4:32         |

## Участники записи
Согласно буклету к виниловому синглу, все четыре участника Coldplay считаются соавторами «Don't Panic»:
- Крис Мартин — вокал, ритм-гитара, пианино
- Джонни Бакленд — соло-гитара, вокал, слайд-гитара
- Гай Берримен — бас-гитара
- Уилл Чемпион — ударные, шейкер

## Позиции в хит-парадах
| Хит-парад (2000—2001)               | Высшая позиция |
| ----------------------------------- | -------------- |
| Австралия                           | 57             |
| Великобритания                      | 130            |
| Италия                              | 47             |
| Нидерланды (Dutch Top 40 Tipparade) | 15             |
| Нидерланды (Single Top 100)         | 83             |